# Championnats d'Europe de boxe amateur 2008
Navigation
Édition précédente Édition suivante
La 37e édition des championnats d'Europe de boxe amateur s'est déroulée à Liverpool, Angleterre, du 5 au 15 novembre 2008.
Organisée par l'European Boxing Confederation (EUBC), elle a été marquée par la domination des boxeurs russes et ukrainiens qui ont remporté 6 des 11 médailles d'or en jeu. Plus généralement, en dehors des pays de l'ancien bloc de l'est, seule l'Angleterre est parvenue à décrocher un titre grâce à Luke Campbell en poids coqs.

## Résultats

### Podiums
| Catégories                  | Or                   | Argent                   | Bronze                            |
| Poids mi-mouches (-48 kg)   | Hovhannes Danielyan  | Jose de la Nieve Linares | Istvan Ungvari Ferhat Pehlivan    |
| Poids mouches (-51 kg)      | Georgiy Chygayev     | Salomo N'tuve            | Alexander Riscan Munin Veli       |
| Poids coqs (-54 kg)         | Luke Campbell        | Detelin Dalakliev        | Denis Makarov Andrew Selby        |
| Poids plumes (-57 kg)       | Vasyl Lomachenko     | Araik Ambartsumov        | Hicham Ziouti Bashir Hassan       |
| Poids légers (-60 kg)       | Leonid Kostylev      | Vazgen Safaryants        | Ross Hickey Miklos Varga          |
| Poids super-légers (-64 kg) | Eduard Hambardzumyan | Gyula Kate               | John Joe Joyce Marcin Legowski    |
| Poids welters (-69 kg)      | Mohamed Nurudzinau   | Jack Culcay-Keth         | Abdulkadir Koroglin Jaoid Chiguer |
| Poids moyens (-75 kg)       | Ivan Senay           | Maksim Koptyakov         | Eamon O'Kane Victor Cotiujanshiu  |
| Poids mi-lourds (-81 kg)    | Oleksandr Usyk       | Siarhei Karneyeu         | Nikolajs Grishunins Rene Krause   |
| Poids lourds (-91 kg)       | Egor Mekhontsev      | Tsolak Ananikyan         | Petrisor Gananau Jozsef Darmos    |
| Poids super-lourds (+91 kg) | Kubrat Pulev         | Denis Sergeyev           | Rouan Kapitonenko Memnun Hadzic   |

### Tableau des médailles
| Place | Pays               | Médaille d'or, Europe | Médaille d'argent, Europe | Médaille de bronze, Europe | Total |
| ----- | ------------------ | --------------------- | ------------------------- | -------------------------- | ----- |
| 1     | Ukraine            | 4                     | 0                         | 1                          | 5     |
| 2     | Russie             | 2                     | 3                         | 0                          | 5     |
| 3     | Arménie            | 2                     | 1                         | 0                          | 3     |
| 4     | Biélorussie        | 1                     | 2                         | 0                          | 3     |
| 5     | Bulgarie           | 1                     | 1                         | 0                          | 2     |
| 6     | Angleterre         | 1                     | 0                         | 0                          | 1     |
| 7     | Hongrie            | 0                     | 1                         | 3                          | 4     |
| 8     | Allemagne          | 0                     | 1                         | 2                          | 3     |
| 9     | Suède              | 0                     | 1                         | 1                          | 2     |
| 10    | Espagne            | 0                     | 1                         | 0                          | 1     |
| 11    | Irlande            | 0                     | 0                         | 3                          | 3     |
| 12    | Moldavie           | 0                     | 0                         | 2                          | 2     |
| 12    | France             | 0                     | 0                         | 2                          | 2     |
| 12    | Turquie            | 0                     | 0                         | 2                          | 2     |
| 15    | Roumanie           | 0                     | 0                         | 1                          | 1     |
| 15    | Lettonie           | 0                     | 0                         | 1                          | 1     |
| 15    | Pologne            | 0                     | 0                         | 1                          | 1     |
| 15    | Pays de Galles     | 0                     | 0                         | 1                          | 1     |
| 15    | Macédoine du Nord  | 0                     | 0                         | 1                          | 1     |
| 15    | Bosnie-Herzégovine | 0                     | 0                         | 1                          | 1     |
| Total | 20 pays médaillés  | 11                    | 11                        | 22                         | 44    |